# (36615) 2000 QL149
2000 QL149 (asteroide 36615) é um asteroide da cintura principal. Possui uma excentricidade de 0.15892510 e uma inclinação de 1.67850º.
Este asteroide foi descoberto no dia 24 de agosto de 2000 por LINEAR em Socorro.